# Nazionale femminile di pallamano dell'Italia

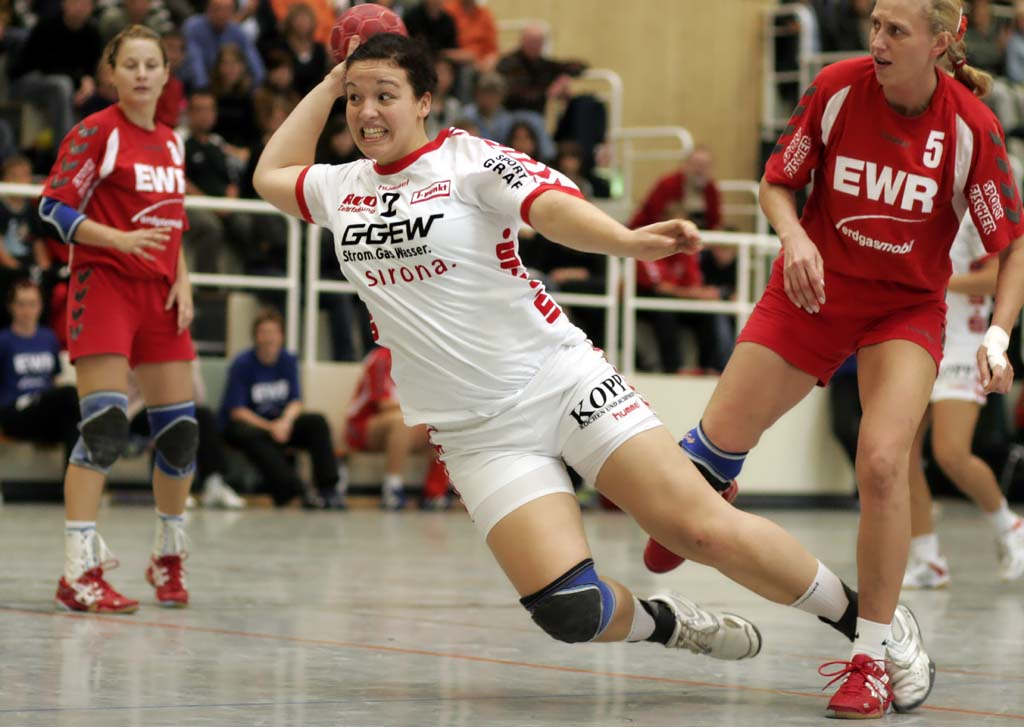
Stefanie Egger, atleta meranese della Nazionale italiana.

La nazionale di pallamano femminile dell'Italia è la rappresentativa pallamanistica femminile dell'Italia ed è posta sotto l'egida della Federazione Italiana Giuoco Handball (FIGH). Rappresenta l'Italia nelle varie competizioni ufficiali o amichevoli riservate a squadre nazionali, la selezione maggiore è anche denominata Nazionale A. A livello internazionale vanta una sola partecipazione al campionato mondiale nell'edizione 2001, in qualità di rappresentativa della nazione ospitante, e conclusa al 16º posto. Non ha mai partecipato al campionato europeo né ai Giochi olimpici.

## Storia
La nazionale femminile di pallamano dell'Italia ha partecipato per la prima volta alle qualificazioni al campionato mondiale nel 1975, venendo pesantemente sconfitta dalla Cecoslovacchia per 8-22 nell'andata disputata a Roma e per 3-36 nel ritorno disputato a Trnava. Tra il 1977 e il 1992 ha partecipato in alcune edizioni ai preliminari per l'accesso al campionato mondiale B, torneo valido per la qualificazione al campionato mondiale, senza riuscire a qualificarsi ai turni principali. Negli stessi anni la nazionale italiana ottenne due risultati importanti ai Giochi del Mediterraneo. Nella prima edizione del 1979 nella quale venne disputato il torneo femminile di pallamano la nazionale conquistò il bronzo; mentre nell'edizione del 1987, disputata a Laodicea, la nazionale conquistò l'oro dopo aver sconfitto in finale la nazionale francese.
Nel corso degli anni novanta la nazionale italiana ha partecipato ai tornei di qualificazione per le fasi finali dei campionati mondiali e dei campionati europei, senza ottenere risultati di rilievo né avvicinarsi alla qualificazione alla fase finale. Il 2001 fu l'anno della prima partecipazione della nazionale italiana al campionato mondiale in qualità di rappresentativa della nazione ospitante. Sorteggiata nel gruppo D, giocatosi a Trento, assieme alle nazionali di Norvegia, Slovenia, Brasile, Tunisia e Uruguay, la nazionale italiana ottenne 2 vittorie (contro Tunisia e Uruguay) e 3 sconfitte, classificandosi al quarto posto e conquistando l'accesso alla fase a eliminazione diretta. Negli ottavi di finale l'Italia ha affrontato la Russia, venendo sconfitta per 24-19 e venendo così eliminata dal torneo, concluso al sedicesimo posto finale.
Nel 2004 la nazionale italiana ha partecipato alla terza edizione dell'EHF Challenge Trophy Cup, trofeo organizzato dall'EHF per nazionali emergenti. Dopo aver vinto agevolmente il girone A del primo turno, l'Italia ha battuto prima in semifinale Israele e poi in finale le Fær Øer, vincendo il trofeo da imbattuta. Ad oggi, è l'unico trofeo di un certo rilievo vinto da una rappresentativa di tale sport in un torneo internazionale. Nel corso degli anni duemila e duemiladieci la nazionale italiana non ha ottenuto risultati di rilievo nel corso delle qualificazioni per i campionati mondiali ed europei, rimanendo lontana dalla possibilità di qualificazione alle fasi finali.

## Palmarès

### Giochi del Mediterraneo
- (1987)
- (1979)

### EHF Challenge Trophy Cup
- (2004)

## Partecipazioni ai tornei internazionali
- dal 1976 al 2016: non qualificata

- dal 1957 al 1999: non qualificata
- 2001: 16º posto
- dal 2003 al 2019: non qualificata

- dal 1994 al 2018: non qualificata

- 1979:  3º posto
- 1987:  Campione
- 1991: 4º posto
- 1993: 5º posto
- 1997: 7º posto
- 2001: 6º posto
- 2005: 6º posto
- 2009: 8º posto
- 2013: 8º posto
- 2018: 6º posto

## Pallamaniste
Rosa della nazionale italiana al campionato mondiale 2001. Il selezionatore era lo spagnolo Francisco Sánchez.
- 2. Valeria Muretto
- 3. Giorgia Di Fazzio
- 4. Elena Barani
- 5. Zsuzsanna Csoma
- 6. Luana Pistelli
- 10. Daniela Russo
- 12. Verena Wolf (portiere)
- 13. Michela Cavenaghi
- 15. Emanuela Avallone
- 16. Martina Pascazio (portiere)
- 17. Nataliya Anisenkova
- 18. Rossana Mangano

## Rosa
Lista delle giocatrici convocate dalla selezionatrice Ljljana Ivaci per i play-off di qualificazione al campionato mondiale 2021 del 16 e 18 aprile 2021 contro l'Ungheria.
| Nome                    | Ruolo | Anno di nascita | Squadra         |
| ----------------------- | ----- | --------------- | --------------- |
| Monika Prünster         | PO    | 1984            | Brixen Südtirol |
| Anja Rossignoli         | PO    | 1999            | Ariosto Ferrara |
| Francesca Luchin        | PO    | 1991            | Mestrino        |
| Giada Babbo             | AS    | 1998            | Brixen Südtirol |
| Silvia Basolu           | AS    | 2001            | Nuoro           |
| Beatrice Pugliara       | AS    | 2000            | Oderzo          |
| Carelle Djiogap         | AD    | 2000            | Cellini Padova  |
| Ilaria Dalla Costa      | TS    | 1995            | PDO Salerno     |
| Giovanna Lucarini       | TS    | 2001            | Mestrino        |
| Giulia Fabbo            | TS    | 2003            | Metz            |
| Laura Rotondo           | TS    | 1992            | Rotweiss Thun   |
| Giorgia Di Pietro       | TS    | 1994            | Oderzo          |
| Ramona Manojlovic       | TS    | 2002            | Erice           |
| Irene Fanton            | CE    | 1994            | Le Havre        |
| Irene Stefanelli        | CE    | 1998            | Mestrino        |
| Bianca Del Balzo        | PI    | 1996            | Cassano Magnago |
| Angela Cappellaro       | PI    | 1995            | Mestrino        |
| Cyrielle Lauretti Matos | PI    | 1997            | PDO Salerno     |

### Rose passate
- Giochi del Mediterraneo 1979

Angela Cesari, Giuliana Arduini, Elena Torboli, Cinzia Signoretti, Simona Maestri, Ingrid Mittelberger, Patrizia Bona, Tiziana Anzidei
'Dagmar Gitzl  Adriana CorazziPaola FaddaStefania Zamagni
Giochi del Mediterraneo 1987
Maria Numa, Marwa Kuseta, Maria Didomenico, Laura Slavec, Mirjana Cecchini, Adriana Corazzi, Dagmar Gitzl, Maria Colombini, Greta Saporiti, Fulvia Carciotti, Elke Niederwieser, Marina Pellegatta - Allenatore: Leonello Attias